# SSBP1
Протеин 1 везивања једноланчани ДНК, митохондријалне је протеин који је код људи кодиран SSBP1 геном.